# Vertice di Ginevra (1985)

Reagan e Gorbachev mentre discutono al vertice di Ginevra.

Il Vertice di Ginevra del 19 e 20 novembre 1985 fu un incontro tenuto nell'omonima città svizzera durante la Guerra Fredda tra il presidente degli Stati Uniti Ronald Reagan e il leader dell'Unione Sovietica Michail Gorbačëv. I due leader si incontrarono per la prima volta per discutere circa le relazioni diplomatiche internazionali e la corsa agli armamenti.

## Antefatti
Sia gli Stati Uniti che l'Unione Sovietica stavano cercando di diminuire il numero di armi nucleari: i sovietici cercavano di dimezzare il numero di bombardieri equipaggiati con armi nucleari e missili, mentre gli statunitensi desideravano assicurarsi che nessuna delle due parti raggiungesse una posizione di vantaggio nel caso in cui avesse colpito per prima, e di proteggere al contempo i diritti di possedere sistemi di difesa. I diplomatici cercarono di pervenire ad un accordo, ma i sovietici rigettavano la maggior parte dei punti che i negoziatori statunitensi proponevano. Con l'incontro pianificato da mesi, le due superpotenze ebbero la possibilità di confrontarsi sulle reciproche posizioni davanti all'opinione pubblica. Il consulente per la sicurezza di Reagan, Robert McFarlane, annunciò che stavano avendo "seri problemi nello stabilire un dialogo" con i sovietici, ed annunciò una prima esercitazione di difesa missilistica attraverso la Strategic Defense Initiative. I sovietici annunciarono una moratoria unilaterale sui test nucleari compiuti sottoterra ed invitarono gli statunitensi ad unirsi loro, ma la richiesta venne respinta con decisione.